# Antigo cemitério (Darmstadt)
O Antigo cemitério (em alemão: Alter Friedhof) de Darmstadt é atualmente o cemitério historicamente mais significativo da cidade. Construído em 1828, na Nieder-Ramstädter Straße, é tombado como patrimônio histórico. Foi ampliado diversas vezes (a última vez em 1894) e ocupa uma área de 13,5 hectares.
[carece de fontes?]

## Sepultamentos de personalidades
- Friedrich Back
- Otto Bartning
- Ludwig Bergsträsser
- Otto Berndt
- Kaspar Josef von Biegeleben
- Hans Christian Blech
- Franz Boerner
- Ludwig Büchner
- Luise Büchner
- Robert Cauer der Jüngere
- Karl Deppert
- Wilhelm Diehl
- Julius Karl Friedrich Dilthey
- Christian Eckhardt (Geodät)
- Kasimir Edschmid
- Ludwig Engel
- Karl Esselborn
- Hermann Falck
- Johann Heinrich Felsing
- Torsten Fenslau
- Friedrich von Flotow
- Eckhart G. Franz
- Georg Fröba
- Heinrich von Gagern
- Heinrich Julius Glückert
- Karl Gruber (Architekturhistoriker)
- Sepp Gußmann
- Ludwig Habich
- Well Habicht
- Familiengrab Christian und Ferdinand von Herff
- Georg Gottlieb Hahn (Großherzoglicher Hessischer Generalleutnant)
- Gerhard F. Hering
- Christian von Hessen-Darmstadt
- Ludwig Georg Karl von Hessen-Darmstadt
- Helmut Hild
- Ludwig Hoffmann (Architekt)
- Ludwig von Hofmann
- Heinrich von Hügel
- Oskar von Hutier
- Justus Georg Kahlert
- Hermann Kaiser (Theaterkritiker)
- Johann Jakob Kaup
- Wilhelm Köhler (Unternehmer)
- Adolf Korell
- Erika Köth
- Ernst Kreuder
- Georg von Küchler
- Edmund Külp
- Elisabeth Langgässer
- Ilse Langner
- Frieder W. Lichtenthaler
- Otto Liman von Sanders
- August Lucas
- Pit Ludwig
- Bruno Maderna
- Carl Amand Mangold
- Paul Meissner (Architekt)
- Emanuel Merck
- Louis Merck
- Günther Metzger
- Ludwig Metzger
- Wilhelm Michel
- Georg Moller
- Adolf Morneweg
- Heiner Müller-Merbach
- Rudolf Mueller (Politiker, 1869)
- Ernst Elias Niebergall
- August Noack
- Joseph Offenbach
- Albrecht Ohly
- Joseph Maria Olbrich
- Arthur Osann senior
- August Parcus
- Wilhelm Petersen (Komponist)
- Gerhard O. Pfeffermann
- Karl Plagge
- Wilhelm von Ploennies
- Julius Reiber
- Theodor Reh
- Christian Heinrich Rinck
- Familiengrab Otto Röhm
- Gustav Römheld
- Otto Roquette
- Karl Rothe
- Heinz Winfried Sabais
- Liman von Sanders
- Carl Schenck
- Emil Schenck
- Familiengrab Ernst Schleiermacher
- Gotthelf Schlotter
- Ernst August Schnittspahn
- Familiengrab Johann Baptist Scholl
- Familiengrab Ulla Scholl
- Gottfried Schwab
- Fritz Schwarzbeck
- Nikolaus Schwarzkopf
- Wilfried Seyferth
- Familiengrab Heidenreich von Siebold
- Adolf Spieß
- Hugo Stintzing
- Robert Stromberger
- Wolfgang Sucker
- Karl du Thil
- Hermann Tomada
- Heinrich Walbe
- Gustav Waldt
- Friedrich Ludwig Weidig
- Georg Wickop
- Otto Wolfskehl
- Hermann Zapf
- Gudrun Zapf-von Hesse
- Joachim Ziegler
- Ernst Zimmermann (Theologe)